# 宋振瑜
宋振瑜（1981年9月21日—），是中国足球守门员。

## 简介
宋振瑜在1999年入选了四川全兴队，在高健斌受伤期間，他一度打上了主力守门员的位置。
2002年在四川全兴打不上主力被租借到重庆力帆，但未能改變並其是替补的角色。
2003年被家乡球队大连实德摘下，宋振瑜在這里得不到太多的出场機會，只能沦为第三门将。
2005年以租借形式重回四川冠城(前身是四川全兴)效力。
2006年四川冠城解散，宋振瑜转会去了长沙金德终打上了主力的位置。
2007年因在中超联赛中只失17球的出色表现，宋振瑜首次入选了国家队。
2010年2月12日，宋振瑜加盟成都谢菲联，最终幫助成都谢菲联夺得中甲联赛亚军重返中超。
2011年6月，成都谢菲联以“在基地与厨师发生口角”为由，将包括宋振瑜在內的6名球员下放预备队並处以三停(停训、停赛及停薪)处罚，球员可自行安排训练和联系转会事宜。在7月二次转会截止进入倒计时阶段，宋振瑜以150万的转会费加盟天津泰达。
2013年1月30日，宋振瑜转会长春亚泰，随队征战中超。
2017年2月27日，宋振瑜转会刚刚升上中乙的新军陕西长安竞技，在接受采访时称，陕西将会是他职业生涯的最后一站。在2018赛季帮助球队拿下北区冠军，并以第三名的身份递补升入中甲。

## 炒鸡蛋事件
2011年6月10日中午，由于踩场训练导致回基地时，食堂已经没有饭菜，宋振瑜便叫厨师炒个鸡蛋，但因为厨师因同样被欠薪，并不愿意炒鸡蛋，导致宋振瑜与厨师发生争吵。俱乐部在事后，借此发难，当天宋振瑜、惠家康被处以三停处罚（停训、停赛、停薪）。
2011年6月12日，成都谢菲联发布公告称：“宋振瑜、惠家康、李洪洋三名队员自6月12日起调整至成都谢菲联队预备队，不再随队参加一线队训练和比赛。以上队员可自行安排训练和联系转会事宜。有转会意向的各级别足球俱乐部也可直接与队员本人或与俱乐部联系。”
宋振瑜于2017年接受专访时的自述：
当时成都谢菲联实际上是重庆的一个公司入主，派了人过来管理，但是他们并没有多少资金。俱乐部前几个月的工资还能给的上，后来已经给不上了，以各种理由把很多人就给停赛停训了。刘宇那时也被三停了，李钢、李洪洋还有石俊吧，这些人都算俱乐部工资比较高的人。我的薪水也是比较靠前的，我的状态一直不错，我记得十轮联赛进了四次最佳阵容，没找到什么理由把我停赛。那一次是第二天比赛，我们前一天踩场训练回来晚了，没有饭了，叫厨师炒个鸡蛋。厨师也被欠薪了，那时候食堂采购原材料的资金都不够，我们当时的伙食挺差的。因为这事儿和厨师发生口角，没有动手。惠家康下场比我们还晚，知道这事儿急了去找厨师去，被我们拉住了，根本没有动手。结果俱乐部高层把我俩叫到办公室去了，通知三停。但是第二天就比赛了，我俩是主力球员，有什么事情，俱乐部应该以比赛为主，结果却直接让我们停赛了。这就是不考虑比赛了，找各种原因节约开销。年终时把我和刘宇给卖了，结果我们那个赛季保级就差了一分。假如我和刘宇都在，一个门将一个中后卫，防守端这一分怎么也能多得吧，就差一分从中超到中甲了，多遗憾的事情。当时就算是欠薪，我们也和俱乐部说：“欠薪没有问题，我们就想好好踢球，帮球队保级，到了年底再谈球员的下一步。”结果把五个主力停赛，最后俱乐部折腾成这样。